# Stilbophoma microspora
Stilbophoma microspora är en svampart som beskrevs av Petr. 1942. Stilbophoma microspora ingår i släktet Stilbophoma, divisionen sporsäcksvampar och riket svampar.   Inga underarter finns listade i Catalogue of Life.